# Journal of Systematic Palaeontology
Journal of Systematic Palaeontology är en direkt uppföljare av "The Bulletin of the Natural History Museum, London: Geology Series". Det är en relativt ny tidskrift som kom ut med sitt första nummer 2003 och fokuserar på systematisk paleontologi.